# Лагсир, Самир
Самир Лагсир (нидерл. Samir Lagsir; родился 20 мая 2003, Нидерланды) — нидерландский футболист, полузащитник клуба ПЕК Зволле.

## Футбольная карьера
Начинал заниматься футболом в команде «Лелистад». В 9 лет попал в академию «Аякса», из которой в 13 лет перешёл в академию «Зволле». 10 сентября 2019 года подписал свой первый профессиональный контракт с клубом. 31 октября 2020 года дебютировал в Эредивизи в поединке против «Твенте», выйдя на замену на 77-й минуте вместо Деана Хёйбертса. Всего в дебютном сезоне провёл четыре встречи, во всех выходил на замену в концовках матчей.
Вызывался в юношеские сборные до 16 и до 17 лет.

## Стиль игры
Технически одарённый полузащитник с хорошей скоростью и видением поля. Может ловко изменять темп своего движения и направления атак. Выступает в позиции «под нападающими», способен сыграть как с фланга, так и в роли «разыгрывающего».